# Abgabe

Öffentlich-rechtliche Lasten

Als Abgaben werden in der Finanzwirtschaft allgemein sämtliche Zahlungen von Wirtschaftssubjekten an staatliche Hoheitsträger verstanden. In der Finanzwissenschaft und im Steuerrecht umfasst der Oberbegriff der Abgaben die Steuern, öffentlichen Beiträge und öffentlichen Gebühren.

## Allgemeines
Mit „öffentliche Abgaben“ soll verdeutlicht werden, dass Abgaben aufgrund hoheitlicher Staatsgewalt zu entrichten sind. Abgaben sind für das zahlungspflichtige Wirtschaftssubjekt (Unternehmen, Privathaushalte) eine Ausgabe, für den Zahlungsempfänger (Abgabengläubiger) eine Staatseinnahme. Auch Sozialabgaben sind teilweise an die Träger der gesetzlichen Sozialversicherung zu entrichten; weil der Begriff unscharf ist, wird allgemein von Lohnnebenkosten gesprochen. Teilweise tragen einige Geldleistungen als Grundwort „-abgabe“ wie bei Abwasserabgabe oder Feldes- und Förderabgabe.
Die ersten Abgaben wurden nicht mit Geld bezahlt, sondern in Naturalien wie etwa der Zehnt. Bereits im Alten Testament ist er nachgewiesen. „Gott gebot ihnen: Du sollst unbedingt von allem, was die Saat auf deinem Feld jedes Jahr hervorbringt, ein Zehntel abgeben“ (Dtn 14,22 ). Aus den späteren mittelalterlichen Abgaben haben sich schließlich die Steuern entwickelt.

## Rechtsgrundlagen
Unmittelbar in der Abgabenordnung (AO) als einer der wesentlichen gesetzlichen Grundlagen des Rechts der öffentlichen Abgaben geregelt sind ausschließlich die Steuern. So heißt es in § 1 Abs. 1 AO explizit: „Dieses Gesetz gilt für alle Steuern einschließlich der Steuervergütungen, die durch Bundesrecht oder Recht der Europäischen Gemeinschaften geregelt sind, soweit sie durch Bundesbehörden oder durch Landesfinanzbehörden verwaltet werden.“ Die Abgabenordnung betrifft also im Wesentlichen das Verfahrensrecht der Steuern und steht somit in enger Beziehung zu der Finanzgerichtsordnung (FGO), die das gerichtliche Verfahren auf dem Gebiet des Steuerrechts regelt.
Die sonstigen öffentlichen Abgaben bedürfen mithin einer eigenständigen gesetzlichen Regelung. Diese Regelungen verweisen jedoch hinsichtlich der Verfahrensvorschriften meist auf die Abgabenordnung. Beispiel hierfür sind die Kommunalabgabengesetze.

## Arten

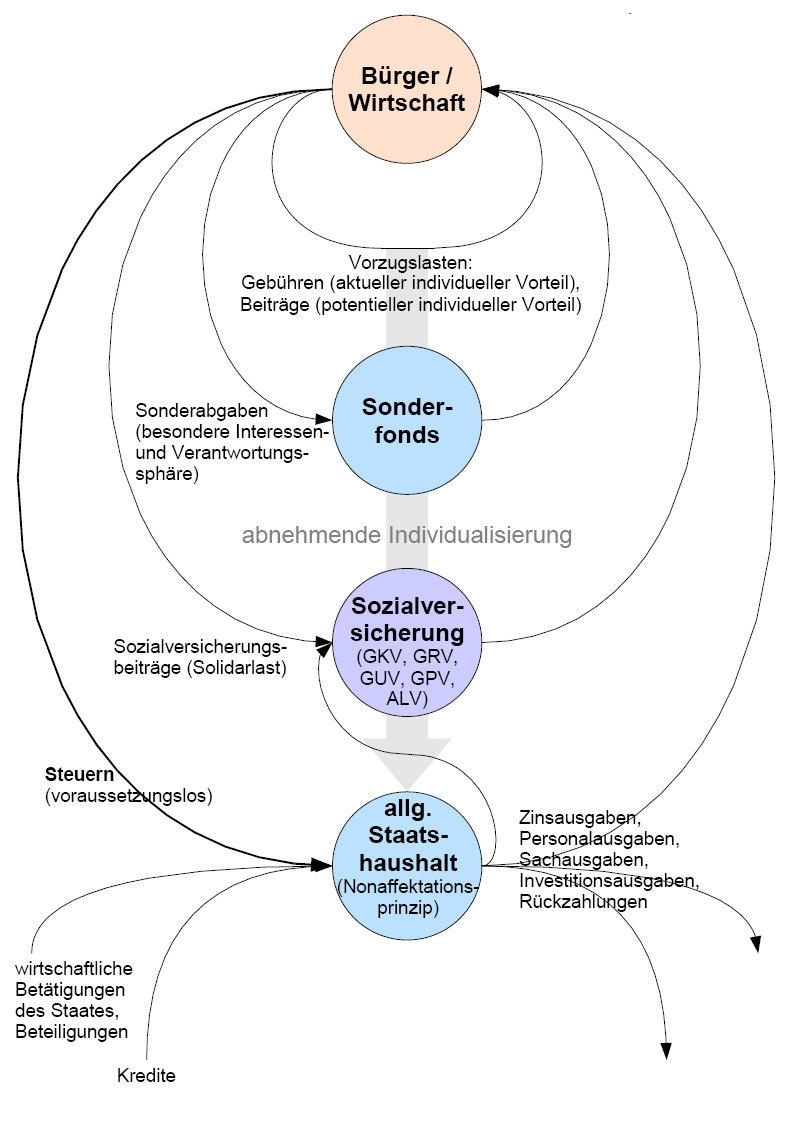
Schaubild zu Abgaben

Die Abgaben als finanzwissenschaftlicher Oberbegriff werden unterteilt in generelle Abgaben (Steuern, Zölle, Abschöpfungen) und spezielle Abgaben (Beiträge, Gebühren, Sonderabgaben). Während Steuern entrichtet werden müssen, ohne dass eine damit zusammenhängende Gegenleistung durch den Staat erfolgt, werden Beiträge und Gebühren für aktuelle bzw. potenzielle Gegenleistungen des Staates erhoben. Die Abgabenordnung (AO) als „Grundgesetz des Steuerrechts“ gilt für alle Abgaben, wenngleich ihr Kerninhalt die Steuern sind (§ 3 AO).
Beiträge und Gebühren hingegen sind Vorzugslasten, sie werden nur für eine individuelle Gegenleistung, für einen bestimmten Vorteil aus einer konkreten Staatstätigkeit erhoben. Für Vorzugslasten und alle sonstigen Abgaben (Zinsen, Sonderabgaben, Geldstrafen und Geldbußen sowie sonstige Ungehorsamsfolgen wie etwa Auflagen nach § 153a StPO, Zwangsgelder oder Ordnungsgelder) bedarf es spezieller gesetzlicher Regelungen. Gebühren und Beiträge werden erhoben, um einen Aufwand der öffentlichen Hand weiterzugeben oder um die Vorteile desjenigen, dem eine öffentliche Leistung gewährt wird, ganz oder teilweise abzuschöpfen. Der Rundfunkbeitrag ist ebenfalls eine öffentliche Abgabe, weil er an den öffentlich-rechtlichen Rundfunk gezahlt wird.
Der Hauptzweck von Lenkungsabgaben besteht darin, das Verhalten des Abgabepflichtigen in eine vom Gesetzgeber gewünschte Richtung zu lenken. Die Erzielung von Einnahmen ist lediglich Nebenzweck.
Importabgaben sind der Sammelbegriff für Abgaben, die im Zusammenhang mit dem Import von Gütern und Dienstleistungen stehen. Hierzu gehören insbesondere Zölle und Importsteuern.

## Kommunalabgaben
Kommunalabgaben (oder Gemeindeabgaben) sind die aufgrund eigener kommunaler Finanzhoheit von den Gemeinden, Gemeindeverbänden oder Landkreisen erhobenen öffentlichen Abgaben, zu denen Steuern, Beiträge und Gebühren gehören. Ihre Rechtsgrundlage sind die Kommunalabgabengesetze der Länder.

## Kirchenrechtliche Abgaben
Im Kirchenrecht ist der Begriff Abgaben eine Sammelbezeichnung für vermögenswerte Leistungen der Gläubigen an die Kirche, um diese mit Finanzkraft auszustatten.

### Katholisches Kirchenrecht
In der Organisation der römisch-katholischen Kirche sind Abgaben ein wesentliches Element für die Bildung und Erhaltung des Kirchenvermögens. Die Kirche beansprucht daher ausdrücklich das Recht, von den Gläubigen Abgaben zu fordern, und postuliert eine entsprechende Abgabepflicht der Gläubigen. Im Codex Iuris Canonici ist insoweit geregelt:
Can. 1260: Die Kirche hat das angeborene Recht, von den Gläubigen zu fordern, was für ihre Zwecke notwendig ist.
Can. 1222 § 1: Die Gläubigen sind verpflichtet, für die Erfordernisse der Kirche Beiträge zu leisten, damit ihr die Mittel zur Verfügung stehen, die für den Gottesdienst, die Werke des Apostolats und der Caritas sowie für einen angemessenen Unterhalt der in ihrem Dienst Stehenden notwendig sind.
In der Praxis haben sich verschiedene Formen kirchenrechtlicher Abgaben herausgebildet:
1. Die erbetenen Beiträge (lateinisch subventiones rogatae), geregelt in Can. 1262 (Die Gläubigen sollen der Kirche durch erbetene Unterstützung Hilfe gewähren, und zwar gemäß den von der Bischofskonferenz erlassenen Normen.)
2. Vom Diözesanbischof erhobene Steuern (lateinisch tributa) nach Can 1263 (Der Diözesanbischof hat das Recht nach Anhörung des Vermögensverwaltungsrats und des Priesterrats für die notwendigen Bedürfnisse der Diözese den seiner Leitung unterstellten öffentlichen juristischen Personen eine maßvolle, ihren Einkünften entsprechende Steuer aufzuerlegen; den übrigen natürlichen und juristischen Personen darf er nur im Falle großen Notstands und unter denselben Bedingungen eine außerordentliche und maßvolle Abgabe auferlegen, unbeschadet der partikularen Gesetze und Gewohnheiten, die ihm weitergehende Rechte einräumen.)
3. Gebühren für einzelne Akte der kirchlichen Verwaltung oder Rechtsprechung.
4. Freiwillige Abgaben in Form von Spenden und Kollekten.

Weitergehende Abgaben, wie etwa die in Deutschland und der Schweiz erhobene Kirchensteuer oder in Österreich der Kirchenbeitrag sind nicht kirchenrechtlich, sondern staatskirchenrechtlich begründet.

## International

### Europaische UnionEuropäische Union
Das EU-Recht versteht Abgaben ebenfalls als Oberbegriff. In Art. 112 AEUV wird bestimmt: „Für Abgaben außer Umsatzsteuern, Verbrauchsabgaben und sonstigen indirekten Steuern sind Entlastungen und Rückvergütungen bei der Ausfuhr nach anderen EU-Mitgliedstaaten sowie Ausgleichsabgaben bei der Einfuhr aus den Mitgliedstaaten nur zulässig, soweit der Rat sie vorher auf Vorschlag der Kommission für eine begrenzte Frist genehmigt hat.“

### OsterreichÖsterreich
Unter dem Begriff Abgabe versteht das österreichische § 6 F-VG Geldleistungen, die durch einen Verwaltungsakt hoheitlicher Art zur Erzielung von Einkünften für ein öffentliches Gemeinwesen auferlegt und von einer Behörde vorgeschrieben werden. Bei den österreichischen Gemeindeabgaben handelt es sich – außer im Fall von Gebühren und Beiträgen – um bundesgesetzlich geregelte Steuern, da den Gemeinden kein Abgabenfindungsrecht zusteht. Die wichtigste eigene Einnahme der Gemeinden ist die Kommunalabgabe. Hierzu gehört die Lohnsummensteuer der Arbeitnehmer, die Gebrauchsabgabe, Getränkesteuer, Grundsteuer, Tierhaltungsabgabe, Vergnügungssteuer und Werbeabgabe. Ländersteuern sind die Nächtigungsabgabe, die Landesjagdabgabe und die Landes-Kurabgabe.

### SchweizSchweiz
In der Schweiz sind Steuern öffentliche Abgaben. Im Gegensatz zu den Kausalabgaben (etwa Entsorgungsgebühr) ist eine Steuer eine Abgabe ohne direkte Gegenleistung des Staates. Alle Haushalte sowie Unternehmen und Kollektivhaushalte zahlen grundsätzlich eine Rundfunkabgabe. Die Abgabepflicht hängt nicht davon ab, ob Geräte vorhanden sind, die den Empfang von Radio- oder Fernsehprogrammen ermöglichen (Radio- oder TV-Geräte, Smartphone, Tablet oder Computer mit Internetzugang). Die Abgabe dient zur Unterstützung der SRG SSR und konzessionierter lokaler Radio- und Fernsehsender. Mit einer Lenkungsabgabe wird Umweltschutz betrieben.

## Wirtschaftliche Aspekte
Abgaben wirken wie Steuern, sie vermindern mithin das Einkommen oder belasten den Gewinn. Auch in der Kostenrechnung sind Abgaben wie Steuern zu behandeln und werden – wegen mangelnder Kostenzurechnung zu einem Kostenträger – den Gemeinkosten (Verwaltungsgemeinkosten) zugerechnet. Abgaben können wie Kostensteuern von Unternehmen durch Steuerüberwälzung in der Preiskalkulation berücksichtigt und durch höhere Marktpreise auf den Kunden übertragen werden. 